# 양홍 (후한)
양홍(楊弘, ? ~ ?)은 중국 후한 말의 정치가이다.

## 행적
원술(袁術)을 섬겼다.
199년, 원술(袁術)이 죽자 장훈(張勳) 등과 함께 손책(孫策)에게 가던 도중, 원술의 잔당인 여강태수(廬江太守) 유훈(劉勳)에게 사로잡혔다.

## 《삼국지연의》에서의 양홍
《삼국지연의》에는 양대장(陽大將)이란 이름으로 등장한다.
196년, 손책이 원술로부터 독립을 선언하자 원술에게 서주의 유비(劉備)를 치라고 진언했다. 그 후 198년, 수춘 전투에서 조조(曺操)의 대군이 영내를 침공하자 원술에게 회수를 건너 도망치도록 권하였고 자신도 동행했다.
그 후, 양홍이 손책에게 의지했다는 것과 유훈에게 포로가 되었다는 내용은 나오지 않는다.